# Couvent des Récollets de Paris
Pour les articles homonymes, voir Couvent des Récollets.
Situé rue du Faubourg-Saint-Martin à Paris (France), l'ancien couvent des Récollets est un exemple de l'architecture religieuse des XVIIe et XVIIIe siècles.
Longtemps utilisé comme hôpital militaire, cet ensemble immobilier est aujourd'hui[Quand ?] géré par Lerichemont, filiale de la Régie immobilière de la ville de Paris (RIVP) ; il regroupe :
- une résidence para-hôtelière dédiée aux chercheurs et artistes avec des espaces de location pour des manifestations culturelles,
- les bureaux de l'ordre des architectes d'Île-de-France et la maison de l'architecture,
- les bureaux de l'association 4D (Dossiers et Débats pour le Développement Durable).

## Historique

### Du couvent à l'hôpital

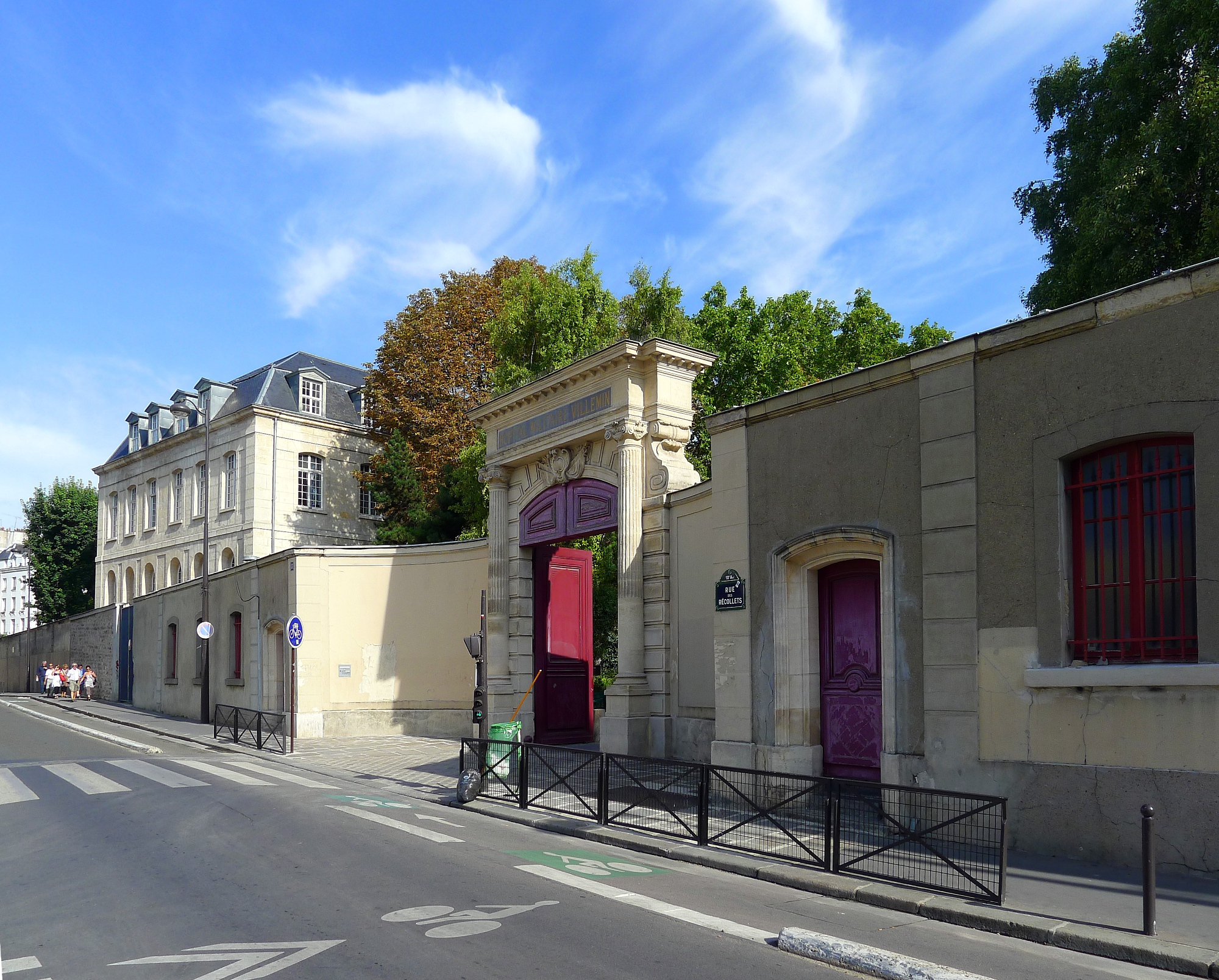
L'ancien hôpital militaire Villemin, rue des Récollets.

Les Récollets, issus à la fin du XVe siècle d'une réforme de l'ordre des Franciscains, s'appelaient initialement « Frères mineurs de l'étroite observance de saint François ».
Ils obtiennent d'Henri IV, le 6 janvier 1604, la permission d'installer un monastère sur un terrain qui leur est donné, à deux pas de l'église Saint-Laurent, par Jacques Cottard, tapissier de son état. Après avoir construit une petite église, ils l'agrandissent dans un premier temps. La première pierre de leur couvent ainsi que d'une plus grande église est posée par Marie de Médicis le 30 août 1614.
La bibliothèque du couvent était très réputée.
Fermé en 1790, le couvent est transformé en 1802 en hospice des Incurables-Hommes. Puis, en 1861, après le transfert de ses pensionnaires à l'hospice des Incurables d'Ivry, il devient l'hôpital militaire Saint-Martin. Il prend en 1913 le nom de Jean-Antoine Villemin (1827-1892), médecin des Armées, connu pour avoir démontré en 1865 que la tuberculose était une maladie contagieuse.
Le 23 mars 1918, durant la première Guerre mondiale, un obus lancé par la Grosse Bertha explose dans l'hôpital Villemin situé rue des Récollets.

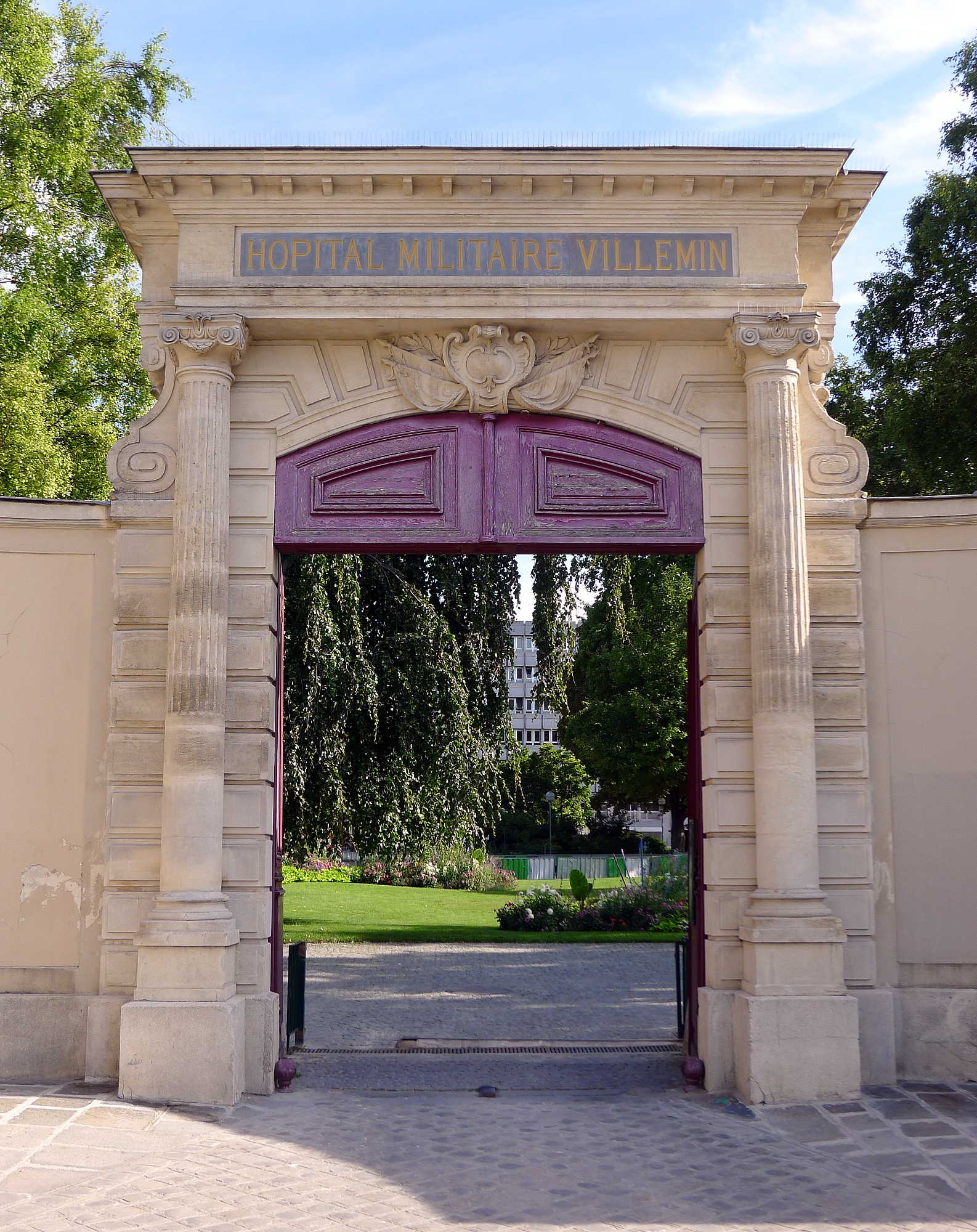
Porte d'entrée de l'ancien hôpital militaire Villemin.

La porte d'entrée monumentale de l'hôpital est encore visible au no 8 de la rue des Récollets. Le jardin du couvent en a été séparé, il s'agit du jardin Villemin.
La situation de cet hôpital près des gares du Nord et de l'Est lui vaut une grande activité durant les deux guerres mondiales, la guerre d'Indochine et même encore pendant les opérations d'Algérie. 
Les officiers de l’Algérie française aux arrêts de forteresse et au secret à l’hôpital militaire Villemain en avril 1961 : « Nous traversons Paris à 2 heures du matin et arrivons à l'hopital Villemin ou nous attend un cavalier, le colonel Brière, à trois jours de sa retraite, et tellement ému qu'il pleurait presque de devoir nous garder. J'ai l'impression qu'il va s’écrouler d'un moment à l'autre... », Lt colonel Charles-Gilbert de La Chapelle, chef de corps du 1 REC, lettre à mes officiers le 30 avril 1961.
La vétusté de ses équipements entraîne sa fermeture définitive en 1968. Par la suite, le site fut longtemps menacé de destruction avant d'être protégé et classé.

### Période contemporaine

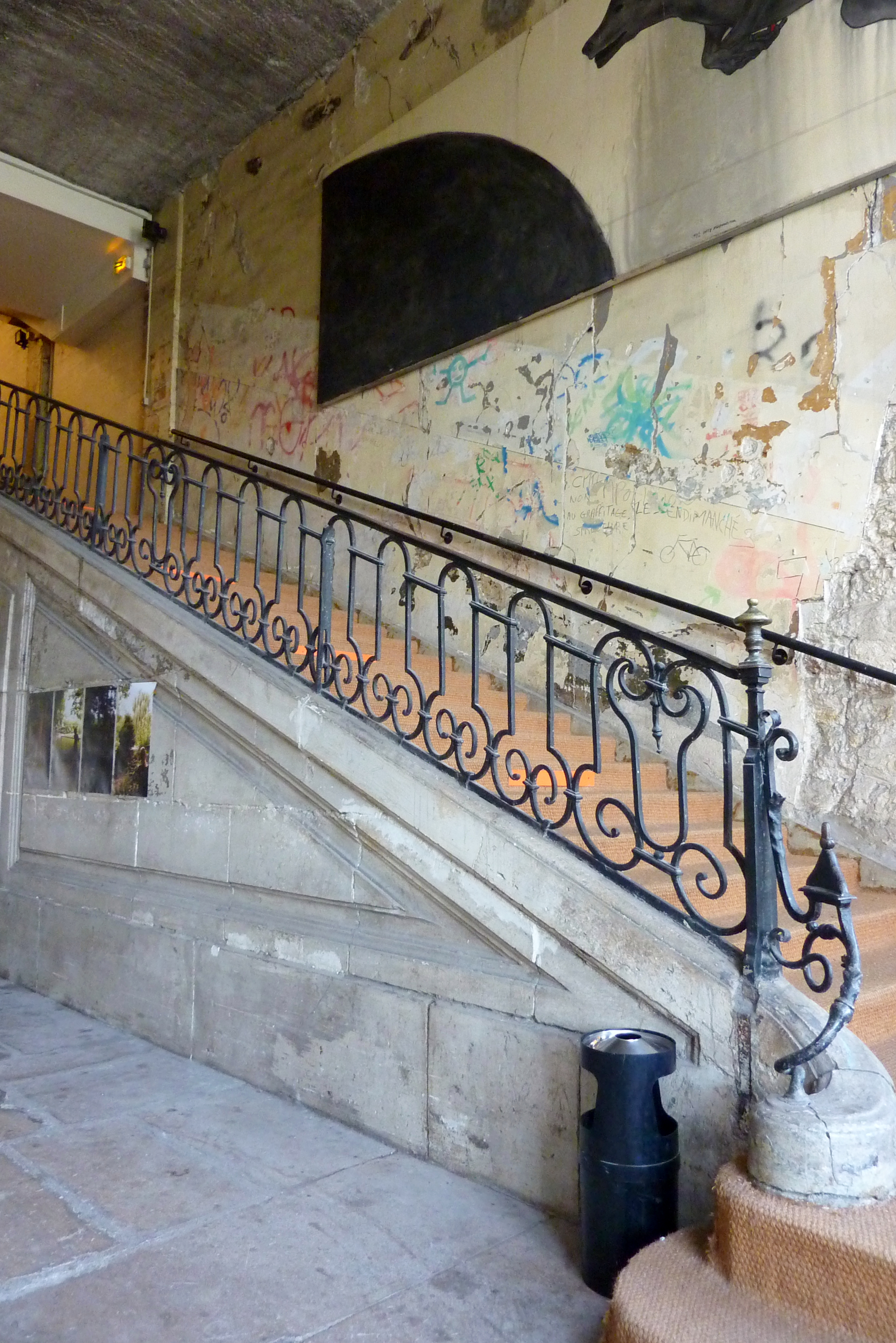
L'escalier intérieur du couvent.

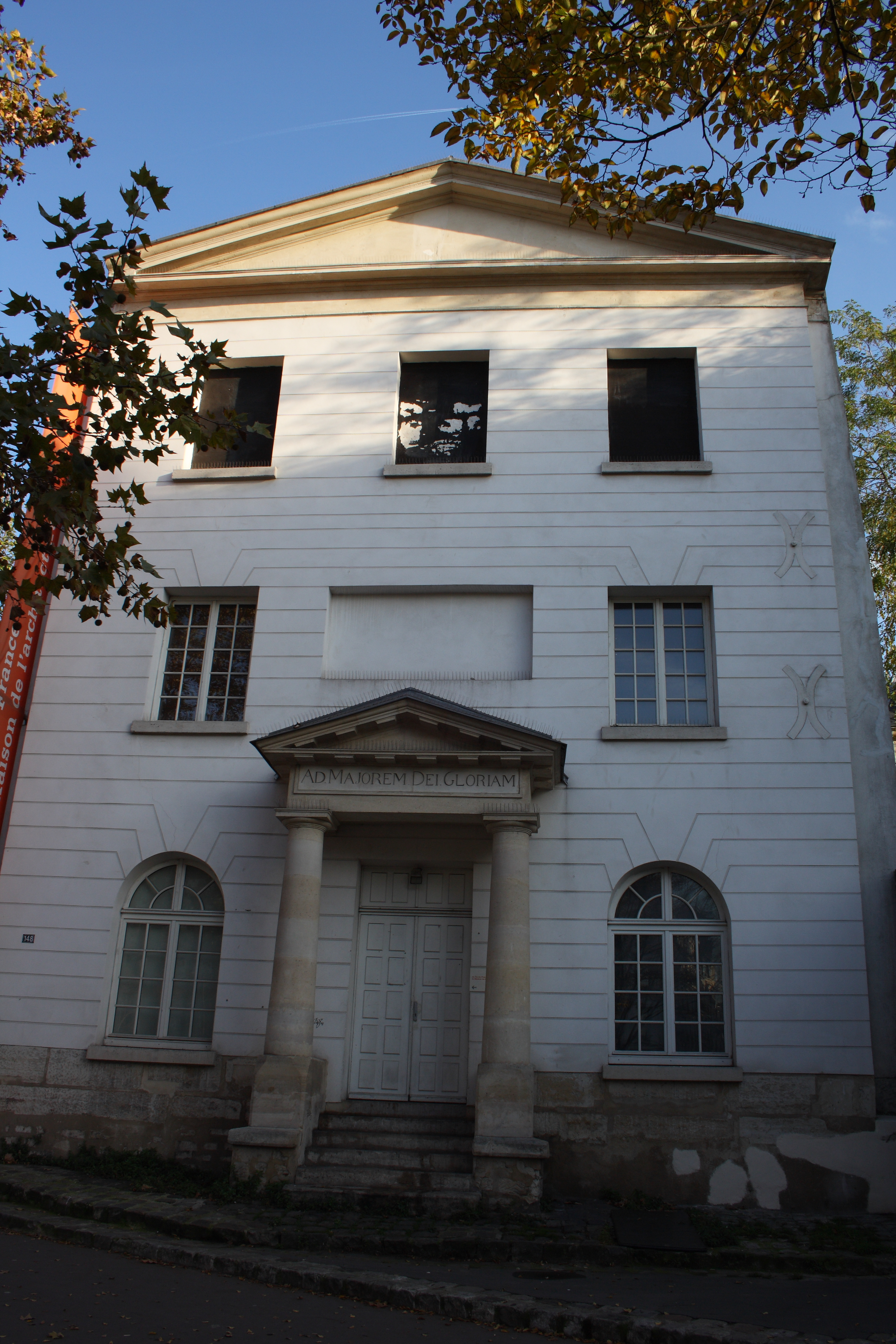
La chapelle du couvent.

Les bâtiments actuels datent du XVIIIe siècle et portent encore les traces visibles de leur histoire[évasif]. Les façades et les toitures, l'escalier intérieur avec sa rampe en fer forgé du bâtiment subsistant du XVIIIe siècle et la chapelle ont été inscrits au titre des monuments historiques par arrêté du 25 juillet 1974.
Après la fermeture de l'hôpital, le bâtiment héberge l'UP1 (unité pédagogique 1, école d'architecture issue de la scission des Beaux-Arts en 1968), qui prend le nom d'école d'architecture de Paris-Villemin, avant de déménager vers l'ENSBA, 14 rue Bonaparte, puis d'être refondue dans l'actuelle École nationale supérieure d'architecture de Paris-Val de Seine.
De 1990 à 1992, le couvent est transformé en squat d'artistes, dont certaines œuvres murales sont encore visibles. Le 26 janvier 1992, un incendie ravage une partie des bâtiments. La Régie immobilière de la Ville de Paris souhaite transformer le couvent en logements. L'association, Les Anges des Récollets, qui occupait les lieux avant l'incendie recense les différents projets : celui de l'Institut de la fondation de la cité européenne, présidé par le philosophe Jean Pierre Faye ou le projet de pôle socioculturel alternatif. En 1997, après cinq ans d'inoccupation des lieux, les membres de l'association ré-occupent les lieux. 
En 1999, les lieux sont attribués momentanément par l'État aux artistes (c'est un des rares exemples où des artistes squatteurs réussissent à obtenir une autorisation de l'État[réf. souhaitée]). Mais ceux-ci n'obtiennent pas de réaliser le grand centre d'art alternatif qu'ils souhaitaient.
En 2000, l'État décide d'y implanter un centre international d'accueil à vocation artistique et culturelle. Il lance un concours d'architectes. Thomas Corbasson et Karine Chartier réhabilitent le lieu. En 2003, le Centre international d'accueil et d'échanges, destiné aux artistes et aux écrivains étrangers confirmés est inauguré. En 2004, l'ordre régional des architectes d'Île-de-France ainsi que la Maison de l'architecture s'y installent.

## Source
- Plaque « Histoire de Paris » en façade du bâtiment.